# Sowme'e-Sara
Sowme'e-Sara este un oraș din Iran.